# Yasuaki Mitsumori
Yasuaki Mitsumori (jap. 三森 泰明 Mitsumori Yasuaki; ur. 23 listopada 1946 w Tokio) – japoński siatkarz, medalista igrzysk olimpijskich, mistrzostw świata, uniwersjady i igrzysk azjatyckich.

## Życiorys
Mitsumori tryumfował wraz z reprezentacją Japonii podczas uniwersjady 1967 odbywającej się w Tokio. Wystąpił na igrzyskach olimpijskich 1968 w Meksyku. Zagrał wówczas we wszystkich meczach olimpijskiego turnieju, a jego zespół po siedmiu zwycięstwach i dwóch porażkach zajął 2. miejsce. W 1970 roku zdobył złoty medal igrzysk azjatyckich w Bangkoku oraz brąz mistrzostw świata w Bułgarii.